# La Dépêche du Midi
La Dépêche du Midi è un quotidiano francese diffuso nella regione Midi-Pirenei e nei dipartimenti di Aude e Alta Garonna.
Nel 2009 ha avuto una tiratura di 191 000 copie per 17 edizioni quotidiane differenti. Nel giornale lavorano circa 1.000 persone di cui 200 giornalisti; vi sono inoltre 2.000 corrispondenti locali. Il quotidiano appartiene al gruppo La Dépêche con sede a Tolosa, di cui è presidente e direttore generale Jean-Michel Baylet, figlio di Jean Baylet, precedente proprietario e direttore del giornale.

## Storia
Il primo numero del giornale, che si chiamava in origine La Dépêche de Toulouse, uscì il 2 ottobre 1870 durante la guerra franco-prussiana; l'idea originaria era di pubblicare comunicati di guerra per dare notizie dal fronte ai familiari dei soldati. Finita la guerra il giornale continuò le pubblicazioni, ampliando l'informazione.
Nel 1882 venne realizzata un'edizione differente per ciascun dipartimento della regione Midi-Pirenei. In seguito il giornale annoverò tra i suoi giornalisti Jean Jaurès e Georges Clemenceau, che poi si affermarono in politica. La Dépêche si caratterizzò per la sua linea politica vicina alla sinistra socialista e radicale, tanto che all'inizio del XX secolo i vescovi francesi consideravano un "grave peccato" la lettura del giornale.
All'inizio del Novecento Maurice Sarrant, senatore radicale, prese le redini del giornale, diventandone prima direttore amministrativo (nel 1909) e poi proprietario (nel 1932). Il periodo tra le due guerre mondiali fu per La Dépêche un'epoca d'oro, sia per la diffusione del giornale che per il prestigio e la qualità della redazione. Durante l'occupazione nazista della Francia il giornale conobbe un momento difficile e passò sotto il controllo dei collaborazionisti; Sarrant fu assassinato e nel 1944 la pubblicazione venne proibita. Il giornale riprese ad uscire nel 1947, assumendo il titolo La Dépêche du Midi; la proprietà venne acquisita da Jean-Baptiste Chaumeil e la direzione fu assunta da Jean Baylet, nipote di Chaumeil. Il giornale mantenne la sua linea politica tradizionale di sinistra, tanto da appoggiare la presidenza di François Mitterrand. Nel 1995 Jean-Michel Baylet è subentrato al padre nella gestione del giornale.